# Sveifluháls
Beim Sveifluháls oder Austurháls handelt es sich um einen Bergrücken in Südwestisland.

## Vulkanismus
Der Palagonitrücken befindet sich im Süden der Halbinsel Reykjanesskagi und bildet die westliche Begrenzung des Sees Kleifarvatn. Seine steilen Hänge reichen bis ans Wasser hinunter. Er gehört zum Vulkansystem Krýsuvík.
Die höchsten Gipfel des Sveifluháls sind Stapatindar (395 m), Hellutindar (364 m) und Miðdegishnúkar.
Im Süden und Osten des Sveifluháls findet man Hochtemperaturgebiete, die zum Vulkansystem Krýsuvík gehören. Daher befand sich hier auch einst eine Schwefelmine.

## Wandern am Sveifluháls
Zahlreiche Wanderwege befinden sich in der Gegend, z. B. gibt es die Möglichkeit vom Hochtemperaturgebiet Seltún aus über den Sveifluháls in das Móhálsdalur und zum See Djúpavatn zu gehen.